# Мікровключення газів у мінералах
Мікровключення газів у мінералах (рос. микровключения газов в минераллах, англ. microocclusions of gases; нім. Gasmikroeinschlüsse m pl) – мікропорції газу, герметизовані всередині кристалів, а також в міжзернових порожнинах мінералів і порід. Розміри м. г. від дек. мм до дек. мкм; склад: СО2, Н2, СО, N2, H2S, F, Не, Ar, СН4 та ін. 
М. г. присутні в мінералах інтрузивних, ефузивних і метаморфічних порід, у мінералах гідротермального й осадового генезису. 
М. г. поділяють на дві основні групи: 
- сингенетичні — захоплені з розплаву в процесі кристалізації;
- епігенетичні — ті, що потрапили в мікротріщини кристала або міжзерновий простір і були загерметизовані новими порціями мінеральної речовини.

М. г. є важливим джерелом генетичної інформації. Насиченість ними порід і мінералів, склад мікровключень відображають характер процесів і фізично-хімічних умов мінералоутворення. 
За результатами дослідження ізотопного складу водню, вуглецю і кисню м. г. судять про джерела і міру глибинності мінералотвірних речовин.